# Královské pole

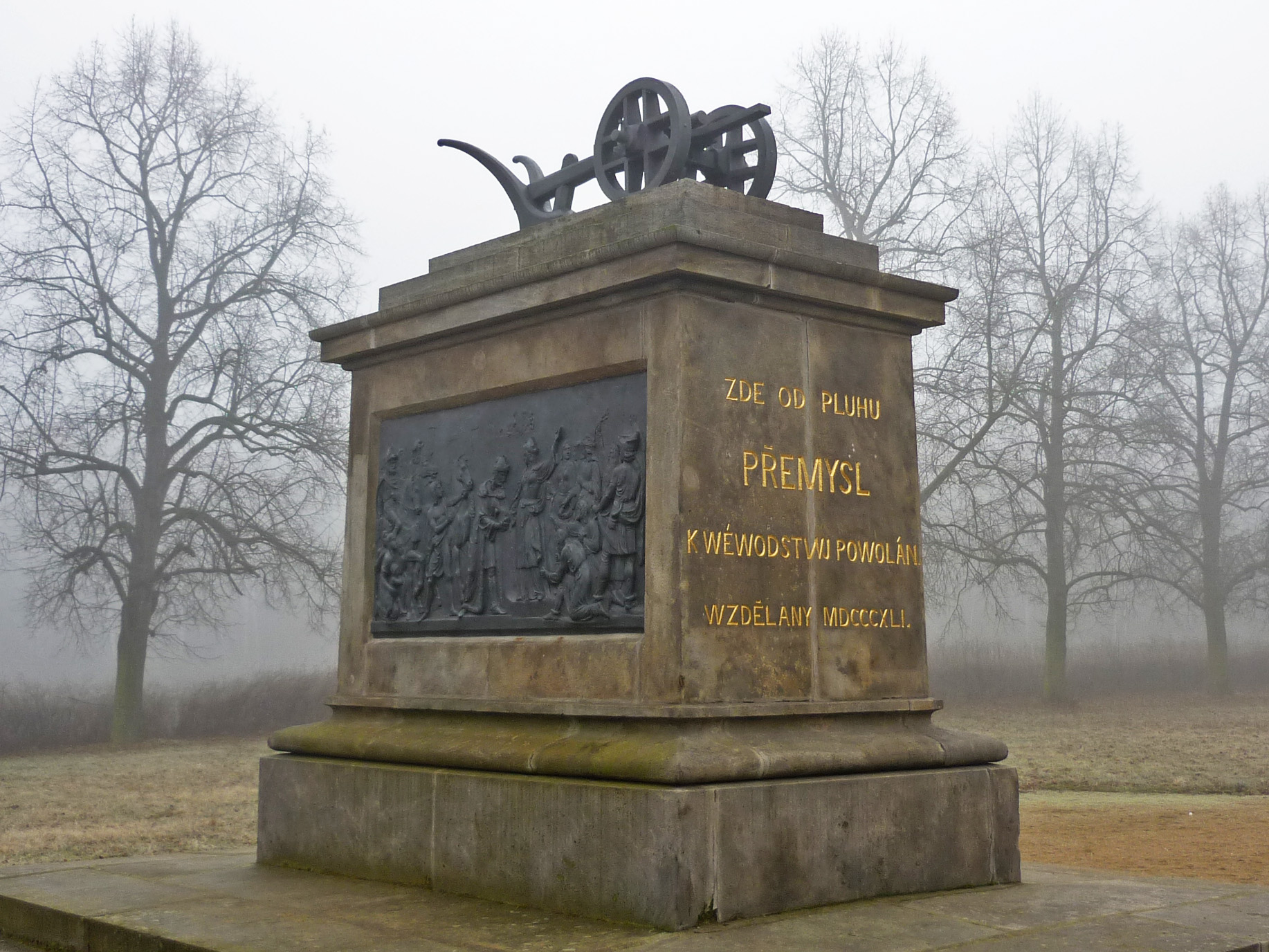
Denkmal auf dem Královské pole mit alttschechischer Inschrift von 1841 (2014)

Královské pole (deutsch: Königsfeld) ist ein historischer Ort in Tschechien, wo einer Überlieferung nach Přemysl der Pflüger zum böhmischen König berufen wurde. Královské pole ist seit 1962 ein Nationales Kulturdenkmal.

## Lage
Královské pole befindet sich westlich von Stadice (Staditz) bei Ústí nad Labem (Aussig) in Nordböhmen (Tschechien) im Tal der Bílina. Das Denkmal ist über die Staatsstraße 258 in Richtung Hliňany zu erreichen und befindet sich zwischen der Bahnstrecke Trmice–Bílina und der Schnellstraße R 63 bzw. Autobahn D 8.

## Geschichte
Seit 1841 befindet sich auf dem Königsfeld ein Denkmal, welches einen bronzenen Pflug auf einem Steinsockel zeigt. An den Seiten befinden sich eiserne, klassizistische Reliefplatten mit Motiven der Přemyslidensage. Das inmitten einer Parkanlage liegende Pflüger-Denkmal (Oráčův pomník) wurde im Auftrag der Familie Nostitz durch den Architekten F. Staumann gestaltet. Die Reliefplatten stammen von Joseph Max. Die alttschechische Inschrift auf der Stirnseite bedeutet: HIER WURDE VOM PFLUG WEG PŘEMYSL ZUM HERZOGTUM ERWÄHLT. ERSCHAFFEN MDCCCXLI.